# Unidad Constituyente
Unidad Constituyente (deutsch: Konstituierende Einheit) ist eine Parteienkoalition in Chile. Sie entstand im September 2020 für die Wahlen zur Verfassunggebenden Versammlung aus Mitgliedern der ehemaligen Concertación. Bei der Präsidentschaftswahl 2021 und den Parlamentswahlen 2021 tritt die Koalition unter dem Namen Nuevo Pacto Social an.

## Geschichte
Nachdem sich die Parteien der Koalition Nueva Mayoría von Präsidentin Michelle Bachelet auf keinen gemeinsamen Kandidaten für die Präsidentschaftswahl 2017 einigen konnten, und diese letzten Endes von Sebastián Piñera von der rechten Koalition Chile Vamos gewonnen wurde, löste sich die Koalition Nueva Mayoría auf. Daraufhin bildeten die linkeren Parteien die Koalition Convergencia Progresista. 2020 kam es zu Gesprächen der Parteien der Convergencia Progresista mit sowohl der Partido Demócrata Cristiano de Chile als auch mit der linken Koalition Frente Amplio und der Partido Comunista de Chile über gemeinsame Listen für die Regionalwahlen 2021. Die Gespräche mit der Frente Amplio und der Partido Comunista führten jedoch zu keinem Ergebnis, allerdings wurde am 30. September 2020 von den Parteien der Convergencia Progresista zusammen mit der Partido Demócrata Cristiano die Koalition Unidad Constituyente gegründet. Daneben schlossen sich auch die Abgeordneten der Parteien im Senat und in der Abgeordnetenkammer zusammen.
Im Mai 2021 trat die Unidad Constituyente erstmals bei Wahlen an. So war sie bei den Bürgermeister- sowie den Regionalgouverneurswahlen an. Gerade bei den Wahlen der Regionalgouverneure konnte die Unidad Constituyente große Erfolge erzielen und stellte nach der Wahl in 10 von 16 Regionen den Gouverneur. Bei der Wahl zur Verfassunggebenden Versammlung, die parallel stattfanden, schloss sich die Unidad Constituyente mit der Partido Liberal de Chile sowie dem Nuevo Trato zur Lista del Apruebo zusammen und erhielt 14,46 % der Stimmen, wodurch sie insgesamt 26 Abgeordnete stellen.

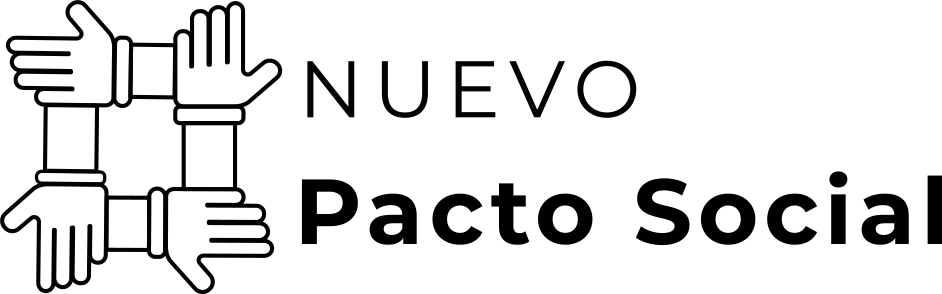
Das Logo des Nuevo Pacto Social

Im Zuge der Präsidentschaftswahl 2021 kam es allerdings zu Unstimmigkeiten innerhalb der Koalition über die Benennung der Kandidaten. So führte die Partido Socialista zwischenzeitlich Gespräche mit der linken Koalition Apruebo Dignidad über eine gemeinsame Kandidatenaufstellung als breite, linke Opposition, was jedoch vor allem von der PDC abgelehnt wurde. Nach dem eher schlechten Abschneiden bei den Wahlen zur Verfassunggebenden Versammlung kam es fast zum Zusammenbruch der Koalition, als die Kandidatin der PDC, Ximena Rincón, ihren Rückzug erklärte. Daraufhin gaben Paula Narváez, die Kandidatin der Partido Socialista, und Carlos Maldonado, der Kandidat der Partido Radical, bekannt, getrennt voneinander an der ersten Runde der Präsidentschaftswahl teilzunehmen und nicht an der von der nationalen Wahlbehörde SERVEL organisierten Vorwahl teilzunehmen. Am 23. Juli 2020 gab Yasna Provoste, die Präsidentin des Senats von der PDC bekannt, ebenfalls an der Präsidentschaftswahl im November teilnehmen zu wollen. Wenige Tage später einigten sich die Parteien doch noch auf die Durchführung einer Vorwahl, an der Provoste, Narváez und Maldonado teilnehmen sollen, um einen gemeinsamen Kandidaten des Bündnisses zu präsentieren. Diese fand am 21. August 2021 statt. Dabei setzte sich Provoste mit knapp über 60 % der Stimmen vor Narváez mit etwas mehr als 26 % und Maldonado mit 12,5 % durch. Dadurch wurde Provoste zur Kandidatin ihrer Koalition gekürt und registrierte ihre Kandidatur beim SERVEL am 23. August 2021. Dabei wurde bekannt, dass die Koalition bei den Präsidentschafts- und Parlamentswahlen 2021 unter dem Namen Nuevo Pacto Social antritt.

## Mitgliedsparteien
Aktuell sind folgende Parteien Mitglieder der Koalition:
| Partei/bewegung                      | Parteichef       | Anzahl Abgeordnete | Anzahl Senatoren |
| ------------------------------------ | ---------------- | ------------------ | ---------------- |
| Partido por la Democracia            | Heraldo Muñoz    | 7/155              | 7/43             |
| Partido Socialista de Chile          | Álvaro Elizalde  | 17/155             | 7/43             |
| Partido Radical                      | Carlos Maldonado | 5/155              | 0/43             |
| Partido Demócrata Cristiano de Chile | Carmen Frei      | 2/155              | 5/43             |
| Partido Progresista                  | Camilo Lagos     | 0/155              | 2/43             |
| Ciudadanos                           | Fernando Atria   | 0/155              | 2/43             |

## Wahlergebnisse

### Wahlen zur Verfassunggebenden Versammlung
| Wahljahr | Stimmenanteil | Stimmenanteil | Stimmen |
| -------- | ------------- | ------------- | ------- |
| 2021     | 14,46 %       | \| \| \|      | 824.812 |
|          |               |               |         |

### Wahlen der Regionalgouverneure
|  |  |

|  |  |

### Munizipalwahlen
|  |  |

|  |  |